# Льен-Вьет
Льен-Вьет (вьет. Liên Việt, сокращение от вьет. Hội Liên hiệp quốc dân Việt Nam, Хой льен хьеп куок зан Вьетнам, «Национальный союз Вьетнама») — патриотическая организация во Вьетнаме, основанная 1946 году и сыгравшая важную роль в объединении вьетнамского народа для борьбы с французскими колонизаторами в годы Войны Сопротивления 1945—1954.

## История
Союз был создан 29 мая 1946 года в Ханое комитетом из 27 человек как общественно-политическая организация с целью объединения всех патриотических сил и народа Вьетнама, независимо от партии, касты, религии, политических взглядов, для того, чтобы сделать Вьетнам независимой, единой, демократической и процветающей страной.
В Союз вошёл фронт Вьетминь, сохранивший свою организационную самостоятельность, ряд примыкавших к Вьетминю либо входивших в него организаций, а также партии и отдельные деятели, которые стояли вне фронта Вьетминь.
Основные члены Льен-Вьет:
- Вьетминь[2]
- Всеобщая конфедерация трудящихся Вьетнама (вьет. Tổng Liên đoàn Lao động Việt Nam, основана в июле 1946),
- Общество по изучению марксизма-ленинизма (вьет. Hội nghiên cứu chủ nghĩa Marx-Lenin, основано в ноябре 1945),
- Союз женщин Вьетнама (вьет. Hội Liên hiệp Phụ nữ Việt Nam, основан в октябре 1946),
- Федерация вьетнамской молодёжи (вьет. Hội Liên hiệp Thanh niên Việt Nam, основана в 1946),
- Демократическая партия Вьетнама (вьет. Đảng Dân chủ Việt Nam, основана в 1944),
- Социалистическая партия Вьетнама (вьет. Đảng Xã hội Việt Nam, основана в июле 1946).

В течение нескольких месяцев в состав Льен-Вьет входили правые буржуазно-националистические партии:
- Национальная партия Вьетнама (вьет. Việt Nam Quốc dân Đảng, Вьетнам куок зан данг),
- Вьетнамский революционный союз (вьет. Việt Nam Cách mệnh Đồng minh hội, Вьетнам кать мень донг минь хой, или сокращённо — Донг-минь-хой);

В дальнейшем в составе Союза оставалась лишь небольшая прогрессивно настроенная группа Донг-минь-хоя.
3-7 марта 1951 года на конгрессе Вьетминя и Льен-Вьет произошло их объединение, в результате был создан объединённый национальный фронт, сохранивший название Льен-Вьет.
В марте 1951 в Льен-Вьет официально вступила Партия трудящихся Вьетнама (вьет. Đảng Lao động Việt Nam).
Фронт сыграл большую роль в сплочении и мобилизации народных масс на борьбу с французскими захватчиками в годы Первой Индокитайской войны.
10 сентября 1955 на общенациональном съезде фронта было принято решение о самороспуске Льен-Вьет и создании на его базе Отечественного фронта Вьетнама.

## Руководители
- Хюинь Тхык Кханг (председатель, 1946 — март 1951),
- Тон Дык Тханг (председатель, март 1951—1955),
- Хо Ши Мин (почётный президент, 1946—1955).